# بيتر خواكيم براون
بيتر خواكيم براون (بالألمانية: Peter Leonhard Braun)‏ هو كاتب وصحفي ألماني، ولد في 11 فبراير 1929 في برلين في ألمانيا.